# Cash-for-Laws-Affäre
Die „Cash-for-Laws“-Affäre (auch Lobbying-Affaire bzw. im englischsprachigen Bereich vor allem „Cash-for-influence scandal“) bezeichnet das Ergebnis einer investigativen Recherche der Sunday-Times-Reporter Claire Newell und Michael Gillard, als deren Resultat 2011 die beiden EU-Parlamentsabgeordneten Ernst Strasser und Zoran Thaler zurücktraten und Adrian Severin aus der Fraktion der Sozialdemokraten ausgeschlossen wurde.

## Recherche der Sunday Times
Im Sommer 2010 begannen die Sunday-Times-Reporter Claire Newell und Michael Gillard, sich als Lobbyisten auszugeben und versuchten für je 100.000 Euro, 60 verschiedene Abgeordnete des Europäischen Parlaments dazu zu bringen, einen von den Reportern vorgeschlagenen Gesetzentwurf durchzusetzen. Zwar erhielten die beiden viele Absagen, doch drei Abgeordnete – Ernst Strasser aus Österreich, Adrian Severin aus Rumänien und Zoran Thaler aus Slowenien – gingen auf das Angebot ein. Im deutschsprachigen Raum sorgte vor allem Strasser für Schlagzeilen und für Klicks auf einschlägigen Videoportalen, in denen die Mitschnitte der Gespräche zwischen ihm und den Reportern kursierten. In diesen Videos gab Strasser beispielsweise unumwunden zu:

“Of course I am a lobbyist.”

„Natürlich bin ich ein Lobbyist.“

## Auswirkungen
Von 14 Abgeordneten, die auf das Angebot der Sunday-Times-Reporter eingingen, ergriffen drei konkrete Maßnahmen, die gewünschten Gesetzesänderungen einzubringen.

### Ernst Strasser
Strasser, dem schon in den Jahren davor immer wieder Lobbyismus vorgeworfen worden war, trat als erster der drei ertappten Abgeordneten von seinem Mandat zurück; nach eigenen Angaben „weil es in Österreich eine Kampagne gegen mich gegeben hat“. Diese habe eine „Optik erzeugt, die der Volkspartei schadet“.
Am 9. August 2012 gab die Korruptionsstaatsanwaltschaft bekannt, dass gegen ihn Anklage wegen Bestechlichkeit (§ 304 StGB, Strafmaß: ein bis zehn Jahre) erhoben werde. Der Prozess gegen ihn begann am 26. November 2012 am Wiener Landesgericht für Strafsachen. Am 14. Januar 2013 wurde Strasser in erster Instanz noch nicht rechtskräftig zu vier Jahren unbedingter Haft verurteilt. Das Urteil wurde im November 2013 aufgehoben und an die erste Instanz zurücküberwiesen. Dort wurde Strasser am 13. März 2014 erneut verurteilt und bekam nun 3 Jahre. Das Urteil ist  rechtskräftig.

### Zoran Thaler
Auch der slowenische Sozialdemokrat Zoran Thaler trat zurück, ebenso wie Strasser behauptete auch er, geglaubt zu haben, Geheimdienste wollten mit ihm ein Spiel treiben: „Ich stieg auf das Spiel ein, um endlich zu enthüllen, wer diese Kompromittierungsversuche organisiert“ und „Meine Absichten waren die besten, aber der Weg in die Hölle ist manchmal mit guten Absichten gepflastert“, zitierte ihn der Standard.

### Adrian Severin
Adrian Severin sah keinen kausalen Zusammenhang zwischen dem von ihm eingebrachten Gesetzesentwurf und der von ihm darauf gestellten Rechnung an die vermeintlichen Lobbyisten. Er hielt an seinem Mandat fest. Seine Fraktion schloss ihn allerdings aus und legte ihm nahe, ebenfalls zurückzutreten. Im März 2011 leitete das Europäische Amt für Betrugsbekämpfung ein Schnellverfahren gegen Severin ein. Im November 2016 wurde Severin vom Obersten Gerichts- und Kassationshof seines Heimatlands zu vier Jahren Gefängnis verurteilt.